# Pierre Piccinin da Prata
 (septembre 2019).
Pierre Piccinin da Prata est un enseignant et écrivain belge né le 24 mars 1973, à Gembloux (Belgique). Il a, à deux reprises, été emprisonné ou retenu comme otage en Syrie en 2012 et 2013.

## Biographie
Pierre Piccinin da Prata est né dans une famille d'origine vénitienne : son grand-père paternel a quitté l'Italie pour la Belgique quelques années après la prise de pouvoir de Benito Mussolini[réf. nécessaire]. Il étudie à l’Université libre de Bruxelles, à l’Université de Paris I Panthéon-Sorbonne et à l’École pratique des hautes études, en histoire classique, en archéologie et en sciences politiques et est agrégé (belge) de l’enseignement secondaire supérieur[réf. nécessaire]. La presse le qualifie d'« historien et politologue de formation »,, ou simplement d'« historien et politologue »,.
Après ses études à Paris, Pierre Piccinin da Prata enseigne au Lycée belge de Lubumbashi lors de la fin du régime de Mobutu. Il devient enseignant de la Communauté française de Belgique, puis l’École européenne de Bruxelles I, où il a enseigné les cours d'histoire et de sciences politiques. Il a également exercé la fonction de maître de stages à l'Université libre de Bruxelles. En 2013, Pierre Piccinin da Prata est rédacteur en chef du Courrier du Maghreb et de l'Orient et professeur d'histoire à l’Athénée royal Jean Rostand de Philippeville.
Pierre Piccinin a porté son intérêt sur le printemps arabe, qu'il a voulu observer sur le terrain, du Maghreb au Moyen-Orient. Il s'est ainsi rendu en Tunisie, au Yémen, en Égypte, en Libye, et en Syrie,.
Pierre Piccinin a écrit plusieurs ouvrages et articles de politique internationale. Il a également publié des textes d’opinion dans la presse européenne et a participé à la rédaction de plusieurs ouvrages collectifs. Toutefois, ses premiers travaux sont des articles scientifiques sur la Guerre de Spartacus.
Il est Commandeur (Commanderie de Wallonie et du Grand-Duché du Luxembourg) de l'Ordre militaire et hospitalier de Saint-Lazare de Jérusalem.

## Critiques et controverses
En 2012, dans un article publié sur le site du Centre communautaire laïc juif, le professeur de l'Université Libre de Bruxelles Joël Kotek, affirme que Pierre Piccinin da Prata partage « assurément » la « croyance antisémite qui fait des Juifs les maîtres exclusifs des médias ». Kotek qualifie Piccinin d' « obsédé du complot juif », notamment parce que ce dernier parle de « pressions » et « intimidations » mises en œuvre par « les organisations juives », et qu'il défend des personnalités « persécutées » et accusées d'antisémitisme comme Alain Ménargues et Paul-Eric Blanrue. Pierre Piccinin a obtenu un droit de réponse. Il y souligne entre autres un « intéressant paradoxe » : lui qui a pu travailler pour plus de dix journaux, dont Le Monde, croirait à une mainmise des juifs sur les médias ? Pierre Piccinin da Prata a écrit en 2010 un article dans le quotidien L'Orient-Le Jour dans lequel il condamnait le racisme et l'antisémitisme, qu'il dissociait de l'antisionisme. Pierre Piccinin da Prata a souvent critiqué l'État d'Israël, notamment lors de la guerre de Gaza et de l'arraisonnement du Mavi Marmara et dans un article où il qualifie le pays d'un « État-voyou en liberté ».
Pierre Piccinin da Prata reproche régulièrement aux médias de répercuter des informations sans les vérifier sur le terrain[source insuffisante]. Piccinin dénonce ce qu'il qualifie de « vision du courant médiatique dominant ».
Pendant l'hiver 2011-12, Piccinin se rend en Syrie dans le cadre d'un accord avec le régime, qui lui procure une voiture avec chauffeur. Il raconte avoir été intégré à un programme également suivi par d'autres journalistes, et avoir faussé compagnie au groupe pour se rendre à Homs. Alors qu'il cherche à atteindre les quartiers bombardés de Homs, il raconte avoir été très vite accosté par des hommes en civil et emmené dans un appartement où se trouve une douzaine de personnes dont la comédienne dissidente Fadwa Suleimane. Ils lui expliquent être des civils armés pour défendre leur quartier. Piccinin se dit frappé par la gentillesse des résistants, et accepte leur proposition d'hébergement pour la nuit. Le lendemain il quitte Homs pour Hama, où il observe une contestation « entièrement pacifique », puis rentre en Belgique satisfait d'avoir pu rencontrer des opposants à Homs et Hama, tout en affirmant que le reste du pays est calme. Il critique également l'Observatoire syrien des droits de l'homme (OSDH), affirmant notamment que celui-ci a donné un nombre de manifestant 50 fois trop grand.
Le Prix Goncourt Jonathan Littell raconte ce passage de Piccinin à Homs dans ses Carnets de Homs. Le 16 janvier 2012, Littell se rend avec le photographe Mani en Syrie, à Homs, postérieurement au passage de Pierre Piccinin. Le 25 janvier, Littell trouve sur l'ordinateur d'un activiste les visas et autorisations de Piccinin, né à Gembloux. Piccinin « s'est échappé de son groupe un après-midi pour venir à Homs ». Le 28 janvier, Littell est chez un syrien, Abu Brahim, qui a réalisé des vidéos de Piccinin alors qu'il l'accueillait chez lui. Piccinin a « débarqué » à Homs en « grosse bagnole américaine », quelques heures après une grosse bataille entre les rebelles et l'armée syrienne, « juste là où Piccinin est passé ». Abu Brahim explique que Piccinin est passé devant tous les snipers sans s'apercevoir de rien. Littell écrit : « il y a un dieu pour les crétins de Gembloux ». Abu Brahim raconte que les militants syriens sont persuadés que Piccinin est envoyé par le régime : « On l'a accueilli, on l'a nourri, on l'a hébergé, et on l'a filmé, on lui a dit "Si tu retournes voir le régime et tu dis qu'on t'a maltraité, on met les vidéos sur Youtube". » Toujours le 28 janvier, le photographe Mani appelle Piccinin, qui lui déclare « je ne parle pas arabe, mais on se débrouille très bien avec l'anglais ». Littell écrit que la « ligne » de Piccinin est la suivante : « L'OSDH ne raconte que des bobards, Le Monde aussi. Je suis venu là pour voir vraiment ce qui se passe parce que je ne crois pas le discours des médias et des militants. On prétendait qu'il y avait des bombardements et je cherchais le quartier. Mais je n'ai rien vu. J'ai écrit des articles objectifs sur la situation, c'est comme ça que j'ai obtenu mon deuxième visa. Bien sûr, j'étais encadré ». Le photographe Mani, excédé, lui lance : « Monsieur, je voudrais vous conseiller de changer de spécialité. Vous parlez anglais, spécialisez-vous dans le monde anglo-saxon ». D'après Littell, Piccinin n'écoute rien de ce que lui dit Mani. Et Piccinin répond « mais qui les a tué » lorsque Mani lui parle du massacre. Le 29 janvier, Littell, devant le corps d'un enfant de dix ans tué par une balle qui lui a traversé le cœur, dit au photographe qui l'accompagne : « balance une copie de ta photo au connard de Gembloux, d'accord ? ». 
Après être rentré de Syrie, Littel jette un coup d'oeil au blog de Piccinin et écrit : « Il présente une version des évènements en Syrie entièrement conforme à la propagande du régime, minimisant le plus possible les tueries ainsi que l'ampleur du soulèvement. Ni son bref voyage à Homs, sans traducteur et sans aucune connaissance des quartiers ou de la configuration de la ville, ni sa discussion avec Abu Brahim et Fadwa Suleiman, ne lui auront fait changer d'avis. »
Le journaliste Christophe Ayad, dans le quotidien Le Monde, publie un article critique dans lequel Pierre Piccinin da Prata est ironiquement comparé au reporter de bande dessinée belge Tintin et se voit qualifié d'« aventurier sans fantaisie, chercheur sans qualification »; Christophe Ayad, qui le qualifie également d'« idiot utile du régime de Bacchar al-Assad », lui reproche de relayer la propagande du régime syrien. Depuis 2011, Pierre Piccinin da Prata concluait de ses observations en Syrie que le régime de Bachar el-Assad était solide et allait parvenir à se maintenir en place; il affirmait en outre que la révolution syrienne n'était pas une révolution populaire identique au printemps tunisien et présentait une importante composante islamiste. Pierre Piccinin da Prata a obtenu un droit de réponse.
Baudouin Loos le décrit comme un « auteur inclassable et atypique », tandis que Christophe Lamfalussy voit en lui un « intellectuel franc-tireur »
Pierre Piccinin est perçu comme « une personnalité très controversée » et le Ministre des Affaires étrangères belge Didier Reynders a démenti son appartenance à la Sûreté de l'État ou aux services des Renseignements militaires.
Selon Frédéric Delocra, sur le travail de reportage de Pierre Piccinin da Prata: « Le témoignage est fort, l'analyse rationnelle reste ensuite à construire», tout en qualifiant son type de journalisme de  « partial, engagé », mais « précieux et courageux » car il va « chercher une vérité [...] au front, sous les balles, sous les roquettes »; il a « séduit beaucoup de lecteurs hostiles à l'ingérence occidentale au Proche-Orient ».

### Prises de positions sur le Printemps arabe
- Si vous ne connaissez pas le sujet, laissez ce bandeau (vous pouvez alors contacter les auteurs).
- Si vous supprimez le contenu mis en cause (vous pouvez préalablement contacter les auteurs),

argumentez précisément cette suppression dans la page de discussion
(un manque de référence n'est pas un argument ; une recherche réelle de référence doit avoir été effectuée, être formellement documentée).
Pierre Piccinin da Prata se fait connaître au début du Printemps arabe en se rendant dans les différents pays touchés par les révolutions : présent sur tous les terrains du Printemps arabe, il critique la presse et la manière dont elle interprète les événements, à travers, écrit-il, « l’application de schémas et de grilles d’analyse complètement inadéquats, produisant de ces révoltes arabes une image déformée et une interprétation prospective (…) invalidée par les événements ». Il salue la « démocratisation » du Yémen et il annonce au contraire le risque d'explosion du pays, ou encore l'engouement des médias occidentaux favorables au renversement de Kadhafi en Libye, et d'après lui, il aurait prédit là aussi l'éclatement du pays. De même, dans une analyse prospective, Pierre Piccinin da Prata conclut, en janvier 2013 déjà, que le président égyptien Mohamed Morsi sera renversé par un coup d'État militaire.
En 2011, il fut l’envoyé spécial du magazine Afrique Asie au Liban et en Syrie et le correspondant de l’hebdomadaire The New Times au Mali[réf. nécessaire]. Il a publié occasionnellement dans Le Monde, La Libre Belgique qui a toutefois mis fin à la collaboration de Pierre Piccinin en 2011, dans l'acrimonie: Rue89, L’Humanité, L’Espresso, L’Orient - Le Jour…[réf. nécessaire]. En 2012, il fut correspondant du quotidien belge Le Soir, qui a publié deux séries de chroniques quotidiennes rédigées depuis les quartiers rebelles de la ville d’Alep.

## Syrie

### Controverses
C’est à propos de la Syrie qu’il fait le plus parler de lui. Avant de soutenir les rebelles à partir du printemps 2012, Pierre Piccinin a été accusé de relayer la propagande du régime syrien,.
Il se rend une première fois en Syrie en juillet 2011, et raconte y trouver une situation différente de celle décrite par les médias.
Il se rend dans la ville de Hama, à l’époque assiégée par l’armée du régime. Il dit avoir assisté aux manifestations d’opposition au gouvernement de Bachar el-Assad et avoir filmé les événements. D'après la thèse de Pierre Piccinin, le nombre des manifestants était très fortement exagéré par l'OSDH qui avait  annoncer 500 000 manifestants à Hama, mais selon son analyse, publiée dans le magazine Afrique-Asie.
Il évoque dans ses écrits un pays très calme, où les premiers mois de la révolution n'auraient mobilisé qu'une minorité de Syriens, « presque anecdotique », ce qui déclenche la colère de ses confrères, et l'admiration des sites complotistes. Ces écrits plaisent au régime. Pierre Piccinin da Prata est accusé de vouloir le défendre et qualifié de partisan du président Bachar el-Assad,. Après avoir hésité, il accepte l'hiver suivant une invitation du ministère syrien de l'Information, et dit avoir un « programme à suivre » avec des journalistes russes, chinois, et aussi sud-américains. Il affirme avoir obtenu l'assurance qu'il pourrait avoir une liberté de mouvements. Il se voit offrir une voiture avec chauffeur.
Il retourne le 15 mai 2012 en Syrie, avec l'ambition de cartographier l'état de la rébellion. Il pénètre dans le pays sans visa, entrant par un poste-frontière au Liban. Il retourne à Homs et déclare : « Les destructions étaient extrêmement importantes, les quartiers bombardés quasiment vides ». A Hama, il se dit très surpris de constater que les manifestants ont disparu et que la ville a été rénovée, comme sortie d'un dessin animé de Walt Disney, alors que les inspecteurs de l'ONU viennent d'arriver à Hama. Il dénonce une manipulation. Il raconte également que, trois jours plus tard, il est arrêté par le régime alors qu'il tente de rejoindre les rebelles à Talkhalah. Ses geôliers ont des photos de lui prises avec les rebelles à Talbisseh. Il déclare : « On m'a frappé, ils ont utilisé l'électricité. Mais il serait indécent de dire que j'ai été torturé, vu ce qu'ont subi les autres ». Il affirme avoir entendu des cris de douleur, dont ceux d'un vieil homme, et avoir vu deux hommes décédés. Il est libéré grâce à l'intervention du consul belge Arnt Kennis. Lorsqu'il revient en Europe, il affirme vouloir désormais soutenir l'opposition, tout en déclarant : « parce que les choses ont changé, pas parce que j'ai été torturé ».
Le 9 septembre 2012, de retour de détention en Syrie, Pierre Piccinin da Prata disculpe le régime syrien du Massacre de la Ghouta en affirmant : « Ce n’est pas le gouvernement de Bachar el-Assad qui a utilisé le gaz sarin ou autre gaz de combat dans la banlieue de Damas ». Selon lui, « c’est un devoir moral de le dire. (...) Même s’il m’en coûte de le dire parce que depuis mai 2012 je soutiens l’armée syrienne libre dans sa juste lutte pour la démocratie ». Pierre Piccinin a été persuadé par une conversation surprise le 30 août dans une chambre voisine quand il était détenu comme otage par des « brigands islamistes », à qui il affirme avoir été livré par les rebelles de l’Armée syrienne libre,. Le reporter italien Domenico Quirino, compagnon d'infortune de Pierre Piccinin, témoigne de leur mise en captivité : « Ce n’est plus la révolution que j’ai connue il y a deux ans à Alep laïque et tolérante. Nous avons été arrêtés par l’Armée syrienne libre puis livrés à une brigade inféodée à Al-Qaïda ». Domenico Quirino détaille la scène de la conversation ainsi : « un jour, depuis la pièce dans laquelle nous étions emprisonnés, à travers une porte entrouverte, nous avons écouté une conversation en anglais via Skype entre trois personnes dont je ne connais pas les noms. L’un d'eux s’était présenté à nous comme un général de l’Armée syrienne libre. Un deuxième, avec lui, était une personne que je n’avais vue. Du troisième, via Skype, nous ne savons rien ». Selon Domenico Quirino, les personnes qu'il a entendues converser disaient que l'attaque chimique avait été lancée par les rebelles comme une provocation pour conduire les occidentaux à intervenir militairement, et que le nombre de morts causés par l'attaque « était exagéré »,
. Mais il déclare : « Je n’ai aucun élément qui vient confirmer cette thèse ni aucune idée de la fiabilité ou de l’identité des personnes qui parlaient ». Il ajoute que c'est « fou de dire que je sais que ce n’est pas Assad qui a utilisé le gaz »,. Et il insiste : « Je ne suis absolument pas en mesure de dire si cette conversation était basée sur des faits réels ou si c'était juste un bavardage comme ça et je n'ai pas l'habitude de donner du crédit à des mots entendus à travers une porte ».
En mai 2013 paraît un second volume de lui relatif à la Syrie, Avec les combattants en Syrie, dans lequel il règle ses comptes avec la presse et ses détracteurs et reprend dans le détail le récit de ses sept premiers voyages, en tentant de produire une vue d'ensemble de l'historique du conflit.

### Reportage et littérature sur la guerre civile
En mai 2012, il donne son explication aux prémices de la guerre civile, déçu par les élections que le gouvernement avait promises libres et ouvertes à l’opposition, le peuple s’est alors soulevé. C’est lors de ce troisième séjour, après qu'il a rencontré des rebelles, qu’il dis avoir été arrêté par les services secrets syriens et d'avoir été torturé, à Homs, pour des accusations d'espionnage pour le compte de la France, puis expulsé du pays. A son retour en Belgique, il décrit le centre de Homs comme un lieu de « torture à la chaîne » où il a vu des gens battus à mort et torturés à l’électricité. Pierre Piccinin da Prata poursuivra néanmoins son travail de terrain en Syrie : il publie La Bataille d’Alep, un livre dans lequel il rassemble ses récits écrits au jour le jour pendant trois semaines passées avec les rebelles dans la ville assiégée et réalise un film documentaire édité sous le même titre.

## Première captivité
Selon ses témoignages il aurait été  emprisonné par l'armée syrienne qui l'interroge malgré sa compréhension de l'arabe qu'il qualifie de « sommaire » et son support politique pour le régime syrien. 
Selon son témoignage récolté par le Nouvel Observateur: «Ses codétenus se cotisent pour soudoyer un gardien et lui fournir, quelques minutes, "un GSM". Le chercheur tente d'appeler ses parents. Sans succès. Il connaît le numéro d'un ami d'enfance, composé mille fois quand ils étaient adolescents. Il tente. Par chance, l'ami est chez lui. "Je suis à la prison de Bab Al'Musalla". Réponse : "Ils sont à ta recherche, le consul en poste Amman est à Damas". Deux jours plus tard le Belge est emmené à l'aéroport.».

## Seconde captivité
Le 8 avril 2013, Pierre Piccinin da Prata effectue son huitième voyage en Syrie, lorsqu’il est enlevé dans la ville d’al-Qousseyr, d'après lui très probablement par les brigades islamistes al-Farouk. Il est accompagné de l’envoyé spécial du quotidien italien La Stampa, Domenico Quirico. Les deux hommes sont libérés le 8 septembre 2013, après 151 jours de détention, durant lesquels ils ont subi de mauvais traitements. Pierre Piccinin considère que les autorités belges l'ont abandonné à son sort, ce que confirmerait la déclaration d'un magistrat anonyme : « la Belgique n’a rien fait, c’est l’Italie qui a fait fonctionner ses réseaux (et obtenu la libération) ». Le journal De Tijd du 2 novembre 2013 rapporte les dires d'un Syrien selon lequel l'Italie aurait payé quatre millions de dollars pour la libération de Pierre Piccinin da Prata et Domenico Quirico.
Il participe au livre de Domenico Quirico, sur les détails de cette captivité dans un livre écrit en italien  Il Paese del Male, qui a reçu en 2014 l'Aigle d'Or du Prix Estense, prix littéraire du journalisme italien.

## Livres

### Seul auteur
- Pierre Piccinin da Prata, La Bataille d'Alep : Chroniques de la révolution syrienne, Paris, L'Harmattan, 17 décembre 2012, 215 p. (ISBN 978-2-336-00900-1, BNF 43510795, lire en ligne)
- Pierre Piccinin da Prata, Avec les combattants en Syrie, Bruxelles, La Boîte à Pandore, coll. « Témoignages et documents », 30 mai 2013, 259 p. (ISBN 978-2-87557-022-2)
- Pierre Piccinin da Prata, Iran, 2009 - Une « révolution colorée » ? Analyse comparée du mouvement contestataire - Formes et clivages du paysage sociopolitique iranien (1979-2017), Éditions du Courrier du Maghreb et de l'Orient, janvier 2017, 108 p.  (ISBN 978-2-930855-04-2)

### En collaboration
- Pierre Piccinin da Prata et Thibaut Werpin, Tunisie, du triomphe au naufrage. Entretiens avec le Président Moncef Marzouki, Paris, L'Harmattan, novembre 2013, 197 p. (ISBN 978-2-343-01949-9)
- (it) Domenico Quirico et Pierre Piccinin da Prata, Il Paese del Male, Vicence, Neri Pozza, décembre 2013, 176 p. (ISBN 978-88-545-0794-4)
- Pierre Piccinin da Prata et Domenico Quirico, Le pays du mal. Otages du djihad en Syrie, 152 jours, Paris, L'Harmattan, octobre 2014, 212 p.  (ISBN 978-2-343-04011-0)[58]

### Participation à des ouvrages collectifs
- La contradiction s'invite à l'ULB, dans Abdellah Boudami (éd.), Burqa bla bla, petit chahut deviendra grand, Égalité Éditions, 2012.

## Filmographie
- 2012 : Syrie, la bataille d'Alep avec Eduardo Ramos Chalen, documentaire, 50 min (L'Harmattan Vidéos).
- 2017 : Alep. Mémoires d'une ville en guerre avec Anass El Azhar Idrissi, documentaire, 120 min (L'Harmattan Vidéos).